# Magdalenka (Będków)
Pour les articles homonymes, voir Magdalenka.
Magdalenka est une localité polonaise de la gmina de Będków, située dans le powiat de Tomaszów Mazowiecki en voïvodie de Łódź.